# Antoine Brion
Pour les articles homonymes, voir Brion.
Antoine Brion est un musicien et compositeur français, actif à Paris dans la première moitié du XVIIe siècle (vers 1615-1645).

## Biographie(s)

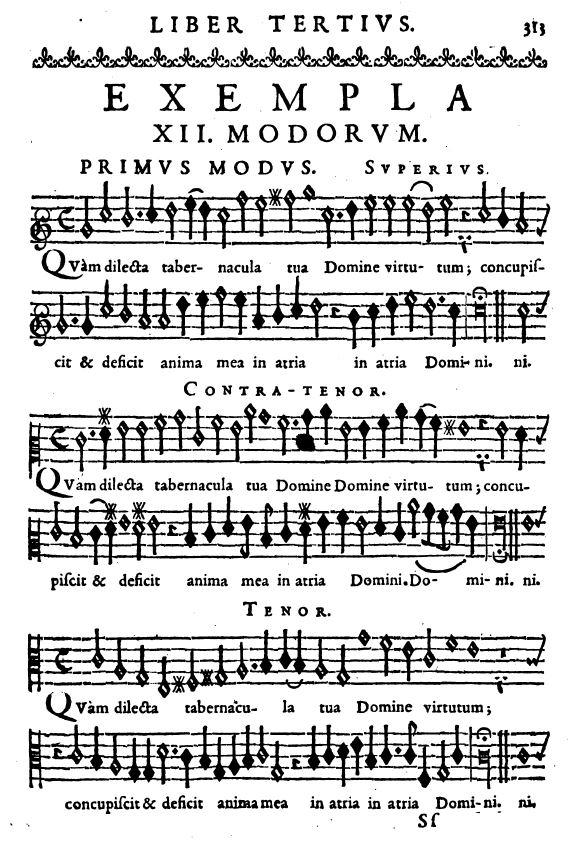
Le début du psaume "Quam dilecta" d'Antoine Brion (1644).

Les documents civils et notariaux dont on dispose sur Antoine Brion tendent à montrer qu'il y eut deux musiciens de ce nom, vivant à Paris dans la paroisse Saint-Eustache, l'un étant marié avec Jeanne Letourneur et l'autre avec Jehanne Berthault. Il ne peut pas s'agir du même homme puisque ces deux mariages présentent un recouvrement de deux ou trois ans (1636-1638). Ces Brion ont servi tous deux dans la musique de feue la reine Marguerite de Valois (morte en 1615), cités comme tels entre 1627 et 1644. Un Brion apparaît également de 1636 à 1638 dans la musique de Gaston d'Orléans, dirigée alors par Étienne Moulinié.
Ces Brion n'apparaissent pas dans la volumineuse correspondance de Marin Mersenne. Ils n'ont pas non plus de liens familiaux avec Geneviève Brion, chanteuse de la maison de Mademoiselle de Guise, active de mi-1670 à 1688, du temps de la présence de Marc-Antoine Charpentier.

## Œuvre
Antoine Brion (lequel ?) était chanteur et compositeur et serait l'auteur des quatorze pièces à 2 ou 3 voix écrites dans l'ordre des douze modes sur le psaume Quam dilecta, qui figurent aux pages 313-328 des Cogitata physico-mathematica de Marin Mersenne (Paris, 1644). Communément attribuées à Antoine Boësset, ces pièces peuvent lui être restituées sur la base du commentaire qui figure à la page 370 : Lectore denique monitum velim Exempla XII modorum … & à praestanti Musurgo Briono modulata ; ex quibus ipse possis legitimae Harmonia.

## Sources
- Madeleine Jurgens. Documents du Minutier Central concernant l'histoire de la musique (1600-1650). Tome I [Études I-X]. Paris, 1967.
- Musiciens de Paris (1535-1792) : actes d'état-civil d'après le fichier Laborde de la Bibliothèque, publiés par Yolande de Brossard. Préf. de Norbert Dufourcq. Paris, 1965.